# Orquesta Nacional China de Taiwán
La Orquesta Nacional China de Taiwán (NCO, en chino tradicional, 中華民國國立臺灣國樂團) es una Orquesta china de nivel nacional de Taiwán. Actualmente depende del Centro Nacional de Artes Tradicionales del Ministerio de Cultura de Taiwán. La orquesta suele acuar en el Centro de teatro tradicional de Taiwán en la ciudad de Taipéi.
Establecida originalmente en 1984 bajo el Ministerio de Educación, la orquesta se conocía anteriormente como Orquesta Experimental China de la Academia Nacional de Artes de Taiwán. En mayo de 2012 adoptó el nombre de Orquesta China Nacional de Taiwán en respuesta al establecimiento del Ministerio de Cultura. En los últimos años, NCO ha adoptado progresivamente conceptos como contar las historias tradicionales de Taiwán con música china, promover contenido y talento local, conectar Taiwán con el mundo a través de la música y con actuaciones que incorporan elementos de otras disciplinas como teatro, danza, bellas artes, poesía, literatura, etc. La orquesta también está comprometida a promover la música tradicional china, realizar giras por comunidades y escuelas en Taiwán y representar a Taiwán en intercambios culturales con otros países.